# Wełyka Meczetnia
Wełyka Meczetnia (ukr. Велика Мечетня) – wieś na Ukrainie, w obwodzie mikołajowskim, w rejonie perwomajskim, nad Bohem. W 2001 roku liczyła 1353 mieszkańców.